# … und über uns der Himmel
Pour plus de détails, voir Fiche technique et Distribution.
… und über uns der Himmel (en français : Et au-dessus de nous le ciel) est un film allemand réalisé par Josef von Báky sorti en 1947. Il fait partie de la tradition d'après-guerre des films de décombres.

## Synopsis
Hans Richter revient de la Seconde Guerre mondiale dans son appartement gravement endommagé.
Dans l'appartement voisin, Edith Schröder, jeune veuve, a trouvé refuge avec sa petite fille Helga. Elle était mariée à un enseignant. Par crainte d'un avenir incertain, et parce qu'il ne sait pas comment gagner sa vie, Richter commence, grâce à Fritz, une connaissance qu'il a rencontrée sur la route du retour, à faire du marché noir et d'autres affaires louches. Il acquiert ainsi une petite fortune. Lorsque son fils qui a perdu la vue pendant la guerre la retrouve, Hans Richter repense à son comportement.
Malgré l'amour et les cadeaux qu'il lui porte, Edith Schröder s'éloigne de lui, de même que son fils quand il découvre les activités de son père.

## Fiche technique
- Titre : … und über uns der Himmel
- Réalisation : Josef von Báky assisté de Wolfgang Becker
- Scénario : Gerhard Grindel (de)
- Photographie : Werner Krien
- Montage : Wolfgang Becker
- Musique : Theo Mackeben
- Direction artistique : Emil Hasler, Walter Kutz
- Son : Gustav Bellers
- Production : Richard König (de)
- Sociétés de production : Objektiv Film
- Société de distribution : Schorcht Filmverleih
- Pays d'origine :  Allemagne
- Langue : allemand
- Format : Noir et blanc - 1,37:1 - Mono - 35 mm
- Genre : Drame
- Durée : 103 minutes
- Dates de sortie :
  -  Allemagne : 9 décembre 1947.
  -  Autriche : 7 janvier 1949.
  -  France : 15 avril 1949[1].
  -  États-Unis : 9 juin 1950 (New York).

## Distribution
- Hans Albers : Hans Richter
- Lotte Koch : Edith Schröder
- Paul Edwin Roth (de) : Werner Richter
- Annemarie Hase: Mme Burghardt
- Heidi Scharf : Mizzi Burghardt
- Ralph Lothar (de) : Fritz
- Otto Gebühr : Prof. Heise
- Elsa Wagner : Son épouse
- Ursula Barlen : Mme Roland
- Ludwig Linkmann : Georg
- Hellmuth Helsig (de) : Harry
- Marianne Lutz (de) : Helga
- Herbert Stass (de) : Walter

## Crédit d'auteurs
- (de) Cet article est partiellement ou en totalité issu de l’article de Wikipédia en allemand intitulé « … und über uns der Himmel » (voir la liste des auteurs).